# Doniu
Doniu, właśc. Dominik Grabowski (ur. 17 lipca 1980 w Szamotułach) – polski raper, producent muzyczny i inżynier dźwięku, a także muzyk, kompozytor, wokalista i osobowość telewizyjna.
Znany przede wszystkim z wieloletnich występów w zespole hip-hopowym Ascetoholix, którego jest członkiem od 1999. W latach 2003–2006 wraz z grupą cieszył się ogólnopolską popularnością, wylansował m.in. przebój „Suczki” z płyty Apogeum. W 2004 równolegle podjął solową działalność artystyczną. Zadebiutował wydaną tego samego roku albumem pt. Monologimuzyka, za którym otrzymał Superjedynkę, a promująca płytę piosenka „Przestrzeń” była notowana na listach przebojów w kraju.
Obecność nagrań Ascetoholix i Donia w mediach głównego nurtu przysporzyła mu krytyki, a także wykluczenia ze środowiska hip-hopowego, a do utożsamianego z komercjalizacją muzyka przylgnęła wówczas etykieta twórcy hip-hopolowego. Po 2005 wraz z załamaniem się rynku krajowej sceny muzyki hip-hopowej działalność Donia utraciła na intensywności. Z kolei zrealizowane w latach późniejszych projekty muzyczne spotkały się z komercyjnym niepowodzeniem. W 2011 Doniu wdał się w beef z przedstawicielem nurtu ulicznego rapu Chadą.
Jako producent muzyczny współpracował z wykonawcami, takimi jak m.in.: Sylwia Grzeszczak, Agnieszka Włodarczyk, Grupa Operacyjna, Owal/Emcedwa, Zipera i Ski Skład. Gościł m.in. na płytach Slums Attack, Gosi Andrzejewicz, 52 Dębiec i Marcina Kindla. Poza działalnością artystyczną prowadzi wytwórnię muzyczną i agencję koncertową DL Promotion. Przez krótki okres był związany z telewizją muzyczną Viva Polska.

## Życiorys
Jest absolwentem Wyższej Szkoły Komunikacji i Zarządzania w Poznaniu.
Działalność artystyczną rozpoczął w 1999 w zespole Ascetoholix, którego był współzałożycielem. W formacji pełnił funkcję rapera i producenta muzycznego. Początkowo wraz z zespołem występował podczas lokalnych koncertów, w tym na przeglądzie zespołów rockowych w Obornikach, a następnie zajął drugie miejsce na festiwalu w Żarowie. W międzyczasie wydał z zespołem debiutancki nielegal pt. 3xlak. Kolejne nagrania wydał z zespołem pod koniec 2000 na nielegalu pt. Nazwij to sam. Równolegle nakręcił z zespołem teledysk do piosenki „Umiejętności”, którego został reżyserem. Dzięki wzrostowi lokalnej popularności nawiązał z zespołem współpracę z wytwórnią muzyczną Camey Studio, która w październiku 2001 wydała pierwszy oficjalny album Ascetoholix pt. A. Na płycie znalazł się m.in. utwór „Już dawno” wykorzystany na ścieżce dźwiękowej do filmu Sylwestra Latkowskiego Blokersi. Doniu w międzyczasie gościł wraz z pozostałymi członkami Ascetoholix w produkcji Slums Attack Na legalu?. Wystąpił także z zespołem w piosence „Moje miasto”, a sam zarapował także w piosence „Randori”.
W 2002 wyprodukował utwór „Panta Rhei” z albumu Owala/Emcedwa pt. Epizod II Rapnastyk. W marcu 2003 ukazał się album Ascetoholix pt. Apogeum, na którym znalazł się m.in. utwór „Suczki” z udziałem Meza i Szada. Piosenka, do której powstał teledysk, przysporzyła zespołowi ogólnopolskiej popularności, choć towarzyszyły jej także kontrowersje i powszechna krytyka. Obecność nagrań Ascetoholix w mediach głównego nurtu przyczyniła się do wykluczenia członków zespołu ze środowiska hip-hopowego, a do utożsamianego z komercjalizacją tercetu przylgnęła wówczas etykieta hip-hopolo.
Również w 2003 Doniu zmiksował album producencki DJ-a Decksa pt. Mixtape Vol. 3 i zmasterował debiutancką płytę Jeden Osiem L pt. Wideoteka. 15 listopada 2004 nakładem UMC Records wydał swój pierwszy solowy album pt. Monologimuzyka, który samodzielnie wyprodukował z którym dotarł do 31. miejsca listy OLiS. W ramach promocji zrealizował teledyski do utworów: „Przestrzeń” i „Uciekaj”. Pierwsza z piosenek była największym przebojem pochodzącym z wydawnictwa, uplasowała się m.in. na drugim miejscu POPListy radia RMF FM. Wcześniej Doniu gościł na debiutanckim solowym albumie Libera pt. Bógmacher. 18 sierpnia 2005 do sprzedaży trafiła ścieżka dźwiękowa do filmu Czas surferów, którą skomponował Doniu. 1 marca 2006 ukazał się trzeci oficjalny album Ascetoholix pt. Adsum, który dotarł do 46. miejsca zestawienia OLiS.
W październiku 2006 Doniu został jurorem pierwszej edycji programu Shibuya emitowanym przez Viva Polska. Również w 2006 gościł na albumach Vito WS (USTUFFka) i Gosi Andrzejewicz (Lustro). 18 czerwca 2007 nakładem firmy My Music ukazał się album pt. Moderato, który nagrał z Liberem. Materiał okazał się komercyjnym niepowodzeniem (nie został ujęty w zestawieniu OLiS), choć pewną popularność zyskała jedna piosenka pochodząca z płyty – „Dzień dobry Polsko”, która dotarła do 31. miejsca Szczecińskiej Listy Przebojów Polskiego Radia. W ramach promocji do utworu został zrealizowany teledysk. Również w 2007 Doniu zaangażował się w prace nad debiutem fonograficznym Agnieszki Włodarczyk pt. Nie dla oka..., promując utwory: „Niepotrzebny” i „Spokój”. W następnym roku podjął prace nad realizacją wspólnego albumu Libera i Sylwii Grzeszczak pt. Ona i on, produkując piosenki „Żyje się raz” oraz „Czerń i biel”. Zmiksował także wydany w międzyczasie album producencki DJ-a Decksa pt. Mixtape 4.
W 2009 utworzył wytwórnię muzyczną i agencję koncertową pod nazwą DL Promotion. Pierwszym materiałem wydanym przez oficynę była płyta pt. Brudny Zachód Mixtape!, na której znalazły się utwory w wykonaniu m.in. Donia, Krisa i Pięć Dwa Dębiec. 30 sierpnia 2011 wydał swój drugi solowy album pt. Dialogimuzyka, z którym dotarł do 61. miejsca na liście ZPAV Top 100. W ramach promocji zrealizował teledyski do utworów: „W trasie”, „Wracam”, „Świat może stanąć” i „Gram swoje”. Ostatnia z piosenek stanowiła początek beefu z Chadą, który odpowiedział utworem „Sześciogwiazdkowy skurwiel” nagranym z HiFi Bandą. Doniu w międzyczasie gościł z Patrycją Śmieją w piosence „To był dobry dzień”, która znalazła się na albumie DKA pt. Dekada. W międzyczasie napisał piosenkę „Idę solo” dla formacji Pudzian Band. 1 grudnia nakładem DL Promotion wydał swój pierwszy minialbum pt. Stricte, na której znalazły się m.in. piosenki „W ryj” i „To on”, stanowiące kontynuację konfliktu z Chadą. Do pierwszej z piosenek w ramach promocji materiału zrealizował teledysk.

## Dyskografia
Albumy studyjne
| Rok                         | Tytuł                             | Dane dot. albumu                                 | Pozycja na liście |
| Rok                         | Tytuł                             | Dane dot. albumu                                 | POL               |
| --------------------------- | --------------------------------- | ------------------------------------------------ | ----------------- |
| 2004                        | Monologimuzyka                    | - Data: 15 listopada 2004 - Wydawca: UMC Records | 31                |
| 2005                        | Czas surferów (ścieżka dźwiękowa) | - Data: 18 sierpnia 2005 - Wydawca: UMC Records  | –                 |
| 2007                        | Moderato (oraz Liber)             | - Data: 18 czerwca 2007 - Wydawca: My Music      | –                 |
| 2011                        | Dialogimuzyka                     | - Data: 30 sierpnia 2011 - Wydawca: My Music     | 61                |
| 2011                        | Stricte (EP)                      | - Data: 1 grudnia 2011 - Wydawca: DL Promotion   | –                 |
| „–” album nie był notowany. |                                   |                                                  |                   |

Single
| Rok                          | Tytuł                                              | Pozycja na liście | Pozycja na liście | Pozycja na liście | Pozycja na liście | Certyfikat          | Album          |
| Rok                          | Tytuł                                              | SLiP              | 30 ton            | RMF               | PiK               | Certyfikat          | Album          |
| ---------------------------- | -------------------------------------------------- | ----------------- | ----------------- | ----------------- | ----------------- | ------------------- | -------------- |
| 2004                         | „Przestrzeń”                                       | 26                | 26                | 2                 | 1                 |                     | Monologimuzyka |
| 2004                         | „Skarby” – Liber (gościnnie: Doniu)                | 1                 | 12                | –                 | –                 |                     | Bógmacher      |
| 2004                         | „Rendez-Vous” (oraz Liber, Kombii)                 | 23                | –                 | –                 | 9                 |                     | Monologimuzyka |
| 2005                         | „Uciekaj” (gościnnie: Pięć Dwa Dębiec)             | 26                | –                 | –                 | 21                |                     | Monologimuzyka |
| 2005                         | „Halo kochanie”                                    | –                 | –                 | –                 | 2                 |                     | Czas surferów  |
| 2007                         | „Dzień dobry Polsko” (oraz Liber)                  | 31                | –                 | –                 | 10                |                     | Moderato       |
| 2012                         | „Moja ziemia” – Marcin Kindla (gościnnie: Doniu)   | –                 | –                 | –                 | –                 |                     | Teraz i tu     |
| 2013                         | „Okulary”                                          | –                 | –                 | –                 | –                 |                     | –              |
| 2013                         | „Pij i graj” (gościnnie: V-UNIT, Dima i Sykario)   | –                 | –                 | –                 | –                 |                     | –              |
| 2014                         | „Jej ostatni rok” – Ola Kawicka (gościnnie: Doniu) | –                 | –                 | –                 | –                 |                     | Obok mnie      |
| 2018                         | „Ona tańczy” oraz Nowator                          | –                 | –                 | –                 | –                 | - ZPAV: złota płyta |                |
| „–” singel nie był notowany. |                                                    |                   |                   |                   |                   |                     |                |

Inne
| Rok  | Album                                            | Uwagi | Źródło |
| ---- | ------------------------------------------------ | --- | ------ |
| 2001 | Na legalu? – Slums Attack                        | gościnnie rap w utworze „Randori” | [ 24 ] |
| 2002 | Epizod II Rapnastyk – Owal/Emcedwa               | produkcja utworu „Panta Rhei” | [ 25 ] |
| 2003 | Mixtape Vol. 3 – DJ Decks                        | miksowanie | [ 26 ] |
| 2003 | Wideoteka – Jeden Osiem L                        | mastering | [ 27 ] |
| 2003 | Mezokracja – Mezo                                | mastering i miksowanie albumu oraz produkcja utworów „Pasja”, „Harmonia”, „Rapuj”, „Żeby nie było” i „Wodzu prowadź”                                                    | [ 28 ] |
| 2003 | Wspólne zadanie – Ski Skład                      | produkcja utworu „Klasyczna fuzja” | [ 29 ] |
| 2003 | P-Ń VI – Pięć Dwa Dębiec                         | produkcja utworów „Dębiec, Dębiec”, „Siła” (Remix) i „Drut” | [ 30 ] |
| 2004 | Bógmacher – Liber                                | produkcja utworów „Wejście”, „Efektownie i skutecznie”, „Dranie”, „Szum”, „Oczy chcą”, „Kolejny szczyt” i „Pomnik” (Remix) gościnnie rap w utworach „Skarby” i „Dranie” | [ 31 ] |
| 2004 | Hiphopstacja (kompilacja)                        | „Skarby” – Liber, Doniu | [ 32 ] |
| 2004 | ESKA Squad 2 (kompilacja)                        | „To my” (Radio Version) – 52 Dębiec, Doniu | [ 33 ] |
| 2004 | Rap eskadra (kompilacja)                         | „Nasze Rendez Vous” (Rmx) – Liber, Doniu, Kombii, „Skarby” – Liber, Doniu                                                                                               | [ 34 ] |
| 2004 | Bravo – Hiphopowy wypas sylwestrowy (kompilacja) | „Dranie” – Liber, Doniu | [ 35 ] |
| 2004 | Bravo – Złota płyta polski hip hop (kompilacja)  | „Skarby” – Liber, Doniu | [ 36 ] |
| 2004 | Epizod III: Wirus – Owal/Emcedwa                 | produkcja utworów „Jestem w grze”, „Koncert w Polsce”, „Mam misję” i „Przełom”                                                                                          | [ 37 ] |
| 2004 | Druga strona medalu – Zipera                     | produkcja utworów „Pokusy życia” i „Vabank” | [ 38 ] |
| 2005 | Rap eskadra 2 (kompilacja)                       | „Przestrzeń” – Doniu | [ 39 ] |
| 2005 | ESKA Squad 3 (kompilacja)                        | „Uciekaj” – Doniu, 52 Dębiec | [ 40 ] |
| 2005 | Rap eskadra 3 (kompilacja)                       | „Halo kochanie” – Doniu, „Uciekaj” – Doniu, 52 Dębiec | [ 41 ] |
| 2005 | Muzyka łączy pokolenia (kompilacja)              | „Nasze rendes-vous” – Liber (gościnnie: Doniu, Kombii) | [ 42 ] |
| 2005 | Najlepszą obroną jest atak – Peja/Slums Attack   | produkcja utworów „Geneza”, „Z miastem w mieście” i „Robię lans” | [ 43 ] |
| 2006 | USTUFFka – Vito WS                               | gościnnie rap w utworze „3 żółwieee” | [ 44 ] |
| 2006 | Lustro – Gosia Andrzejewicz                      | gościnnie rap w utworze „Blisko bądź” | [ 45 ] |
| 2006 | Stawiam sobie pomnik – DKA                       | produkcja utworu „Powiedz” | [ 46 ] |
| 2007 | Ostry dyżur – Grupa Operacyjna                   | produkcja utworu „Kompleksy” | [ 47 ] |
| 2007 | Nie dla oka... – Agnieszka Włodarczyk            | produkcja utworów „Niepotrzebny” i „Spokój” | [ 48 ] |
| 2008 | Ona i on – Sylwia Grzeszczak i Liber             | produkcja utworów „Żyje się raz” i „Czerń i biel” | [ 49 ] |
| 2008 | Mixtape 4 – DJ Decks                             | miksowanie | [ 50 ] |
| 2008 | Dar – Kris                                       | gościnnie rap w utworze „Wolę wyjść stąd” | [ 51 ] |
| 2008 | P-Ń X – 52 Dębiec                                | gościnnie rap w utworze „Uciekaj” | [ 52 ] |
| 2009 | Wczoraj i dziś – Liber                           | gościnnie rap w utworach „Skarby”, „Rendez-Vous” (Remix), „Dzień dobry Polsko” i „Najszybszy w mieście”                                                                 | [ 53 ] |
| 2011 | „Idę solo” (singel) – Pudzian Band               | muzyka i słowa | [ 54 ] |
| 2011 | Dekada – DKA                                     | gościnnie rap w utworze „To był dobry dzień” | [ 55 ] |
| 2012 | „Without You (Pozdro z piekła)” singiel – Remo   | gościnnie Doniu i Amila | [ 56 ] |
| 2012 | Teraz i tu – Marcin Kindla                       | gościnnie rap w utworze „Moja ziemia” | [ 57 ] |

## Teledyski
| Rok       | Tytuł                                                     | Reżyseria/Realizacja           | Album                 | Źródło |
| --------- | --------------------------------------------------------- | ------------------------------ | --------------------- | ------ |
| 2004      | „Przestrzeń”                                              | Tomasz Jarosz, Paweł Śmietanka | Monologimuzyka        | [ 58 ] |
| 2004      | „Uciekaj” (gościnnie: 52 Dębiec)                          | Tomasz Jarosz, Mikołaj Kubicz  | Monologimuzyka        | [ 59 ] |
| 2005      | „Nasze rendes-vous” (gościnnie: Liber, Kombii)            | Tomasz Jarosz, Paweł Śmietanka | Monologimuzyka        | [ 58 ] |
| 2007      | „Dzień dobry Polsko” (oraz Liber)                         | –                              | Moderato              | [ 60 ] |
| 2007      | „Najszybszy w mieście” (oraz Liber; gościnnie: Dima)      | –                              | Moderato              | [ 61 ] |
| 2008      | „All Inc.” (oraz Liber)                                   | –                              | Moderato              | [ 62 ] |
| 2010      | „Czuję że wygrywam!”                                      | Grupa 13                       | –                     | [ 63 ] |
| 2010      | „W trasie”                                                | DL Promotion                   | DialogiMuzyka         | [ 64 ] |
| 2011      | „Wracam”                                                  | Ostro-Video                    | DialogiMuzyka         | [ 65 ] |
| 2011      | „Świat może stanąć”                                       | Cam-L Studio                   | DialogiMuzyka         | [ 66 ] |
| 2011      | „Gram swoje”                                              | Cam-L Studio                   | DialogiMuzyka         | [ 67 ] |
| 2011      | „W ryj”                                                   | Cam-L Studio                   | Stricte               | [ 68 ] |
| 2012      | „Kilka centymetrów”                                       | –                              | DialogiMuzyka         | [ 69 ] |
| 2013      | „Okulary”                                                 | Dominik „Doniu” Grabowski      | –                     | [ 70 ] |
| 2014      | „#Hot16Challenge”                                         | –                              | –                     | [ 71 ] |
| Gościnnie |                                                           |                                |                       |        |
| 2004      | „Skarby” – Liber (gościnnie: Doniu)                       | Grupa 13                       | Bógmacher             | [ 72 ] |
| 2012      | „Moja ziemia” – Marcin Kindla (gościnnie: Doniu)          | –                              | Teraz i tu            | [ 73 ] |
| 2012      | „Without You (Pozdro z piekła)” (gościnnie: Doniu, Amila) | Cam-L Studio                   | –                     | [ 74 ] |
| Inne      |                                                           |                                |                       |        |
| 2010      | „Wbijam się / Oni / Znam to” – Brudny Zachód              | Tony M.                        | Brudny Zachód Mixtape | [ 75 ] |

## Nagrody i wyróżnienia
| Rok  | Nagroda                                       | Kategoria                                                   | Uwagi     |
| ---- | --------------------------------------------- | ----------------------------------------------------------- | --------- |
| 2005 | Superjedynki                                  | Najlepszy album hip-hop (Monologimuzyka)                    | Nagroda   |
| 2005 | Yach Film                                     | Scenariusz (Doniu feat. Pięć Dwa Dębiec – „Uciekaj”)        | Nominacja |
| 2005 | Yach Film                                     | Grand Prix (Doniu feat. Pięć Dwa Dębiec – „Uciekaj”)        | Nominacja |
| 2007 | Viva Comet Awards                             | Artysta Roku                                                | Nominacja |
| 2010 | Viva Comet Awards                             | Zespół 10-lecia – Ascetoholix                               | Nominacja |
| 2011 | Viva Comet Awards                             | Najlepsze na VIVA-TV.pl („Muzyki moc” z VIVA i Przyjaciele) | Nagroda   |
| 2011 | OGAE Video Contest 2011 – reprezentant Polski | Teledysk („Muzyki moc” z VIVA i Przyjaciele)                | Nominacja |